# Kurt Krigar
Kurt Krigar (* 31. März 1921 in Kattowitz; † 16. September 2009 in Berlin) war ein deutscher Kameramann und Filmemacher.

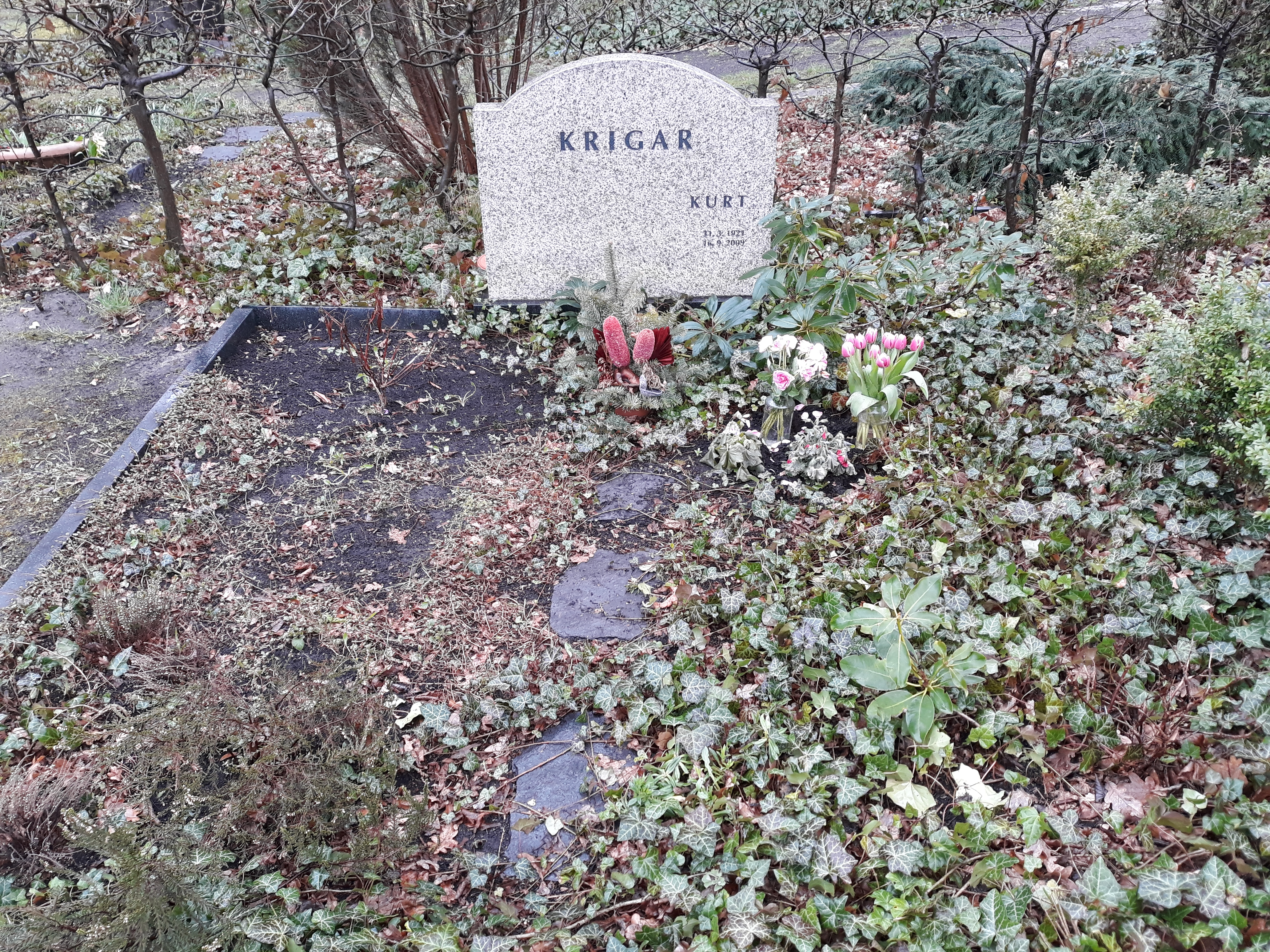
Das Grab von Kurt Krigar auf dem Friedhof Steglitz

## Leben
Kurt Krigar verließ 1938 kurz vor dem Abitur die Schule, um an der Berliner Reimann-Schule Kamera und Regie zu studieren. Ab 1941 war er Kriegsberichterstatter und geriet bei Kriegsende in amerikanische Gefangenschaft. Nach dem Zweiten Weltkrieg ging er zur neugegründeten DEFA und wirkte als Kameramann in Filmprojekten Kurt Maetzigs mit. In den späten 1940er-Jahren stand er für die DEFA-Wochenschau Der Augenzeuge hinter der Kamera und drehte als Regisseur und Drehbuchautor eigene kurze Dokumentarfilme. Viele seiner Kurzfilme haben politische Ereignisse und Entwicklungen zum Inhalt. An kurzen Filmfeuilletons arbeitete er häufig gemeinsam mit seiner Frau, einer Schnittmeisterin. Nachdem frühe Arbeiten im Dienst der SED in der SBZ und der frühen DDR standen, kam es um 1950 zu politischen Differenzen. Krigar wechselte zum westlichen Pendant des Augenzeugen und wurde Berlin-Chef der Fox’ Tönenden Wochenschau. Später dokumentierte er die sich verfestigende Teilung Deutschlands und den Mauerbau.
Für seinen Kurzfilm Die Aussicht erhielt er 1966 das Filmband in Silber.
Kurt Krigar lebte bis zu seinem Tod mit seiner Frau Anneliese in Berlin-Steglitz und wurde hier auf dem Friedhof Bergstraße beigesetzt. Seine Kinder sind der Maler André Krigar, der Cellist und Komponist Thilo Krigar und die Fernsehjournalistin Katja Charlé (geb. Krigar).

## Filmografie
- 1946: Einheit SPD–KPD (Kamera)
- 1946: Berlin im Aufbau (Kamera)
- 1947: … mit uns zieht die Neue Zeit (Regie, Drehbuch, Kamera)
- 1947: Artisten unter den Wolken (Regie, Kamera)
- 1949: HO – Helferin zum besseren Leben (Kamera)
- 1949: Der Augenzeuge (Wochenschau Jg. 1949, Nr. 20, 26, 31, 41; Kamera)
- 1950: MAS Fritz Reuter (Kamera)
- 1950: Zu einem neuen Deutschland (Kamera)
- 1958: Menschen, Meter und Sekunden (Kamera)
- 1959: Achtung Zonengrenze 75 m (Regie, Drehbuch, Kamera)
- 1961: Paradisio (Bildregie Berlin)
- 1966: Die Aussicht (Regie, Drehbuch, Produktion, Kamera)
- 1972: Auf den Märkten der Welt (Kamera)

## Auszeichnungen
- Deutscher Filmpreis 1966 für Die Aussicht
- Bundesverdienstkreuz